# 東善作
東 善作（あずま ぜんさく、1893年〈明治26年〉9月25日 - 1967年〈昭和42年〉10月11日）は石川県出身の飛行家。1930年にアメリカ西海岸から欧州を経て日本まで、三大陸横断飛行を敢行した。

## 生涯

### 生い立ち
石川県羽咋郡南大海村字中沼（かほく市中沼）で東長松・八重夫妻の二男として生まれる。母の実家がある一ノ宮村へ移住。伯父・義学が住職を務める西教寺に預けられ、従兄の義圓と共に育った。1908年（明治41年）春に羽咋高等小学校を卒業。同年8月、満14歳で一ノ宮村役場の給仕として働き始めたが、翌1909年に事業家を夢見て朝鮮半島の馬山浦新同洞へと渡る。そこで学問の必要性を感じた善作は2年ほどで日本に戻り、1912年（大正元年）京都中学校の4年に編入。翌年岡山県の関西中学校へ転校した。この時の同窓生には後に第4代経団連会長を務める土光敏夫がいる。
善作は人力車夫をしながら苦学して卒業し、1916年（大正5年）5月に北陸毎日新聞の記者となる。ところが同月、金沢の野村練兵場で取材したアメリカ人飛行士アート・スミスの曲芸飛行＝バーンストーミングに心を奪われ、入社したばかりの新聞社を辞職。飛行家を志すと、同年10月に横浜港からサンフランシスコ行きの船に乗った。この時善作は満23歳。

### 在米期
飛行機乗りになるためアメリカへ来た善作だったが、1分あたり1ドル（2円）もかかる高額な飛行練習費など簡単に出せるものではなかった。さらに渡米翌年の1917年4月にはアメリカが第一次世界大戦に参戦、民間飛行学校はすべて閉鎖となってしまう。1918年5月、考えた末に善作はアメリカ陸軍航空部（USAAS）へ志願。軍で操縦を覚えることにした。大戦は同年11月に休戦。サンフランシスコのプレシディオ陸軍基地から抜擢されセントポールの飛行学校に送られていた善作は、1919年（大正8年）4月に飛行上等兵として除隊した。
およそ11ヶ月の軍隊生活を経験した善作は除隊後一年ほどカリフォルニア州北部で米の栽培に従事。そこで稼いだ資金でオークランドにあるデューランド飛行学校に入学する。同校を1920年（大正9年）内に卒業し、翌年7月にはカリフォルニア州南部のヴェニスにあるクーパー飛行学校でより高度な飛行訓練を積んだ。8月末の卒業飛行ではカーチス式複葉機に乗り15回連続宙返りや木の葉落としなどを披露し、その技量の高さに試験官一同が舌を巻いたという記録が残っている。
善作はこのクーパー飛行学校在籍中に10歳年上で日系二世の伊藤寿々と出会い、以後事実婚の関係を続けた。1923年（大正12年）9月に関東大震災が起こった際には機体に「HELP JAPAN」と書き、ロサンゼルスの空から日本救済のためのビラを数十回にわたり配布した。そのビラ撒きの際に同乗したのも寿々である。やがて2人はロス郊外のパサデナに引っ越して「Red Wing」というチャプスイ（米国風中華料理）屋を開いた。店は主に寿々が取り仕切り、善作は昼に5分5ドルの遊覧飛行で稼いで夜はチャプスイ屋を手伝った。この店は地元の新聞で好意的に取り上げられ大いに繁盛している。
1926年（昭和元年）12月末、ロスの日本領事館にて東京で飛行学校を経営している相羽有と引き合わされた。善作は相羽を乗せハリウッド上空を一周する5ドルの遊覧飛行コースを飛んだ後、Red Wingで寿々を紹介している。翌1927年5月、チャールズ・リンドバーグが世界初の大西洋単独無着陸横断飛行に成功。大きな刺激を受けた善作は三大陸横断飛行を計画する。1930年（昭和5年）6月22日、「東京号」と名付けたトラベルエア4000型複葉機でロサンゼルスを飛び立った。この前年、後藤正志が惜しくも越えられなかったロッキー山脈を高度12,000フィート（3658m）で越えて北米大陸を横断。ニューヨークから船でロンドンへ。東京号はパリ、ベルリン、モスクワを経てシベリア、そして日本海を渡る。同年8月31日、東京の立川飛行場に無事到着した善作を待ち構えていた大観衆が歓迎した。善作の成功を知った関西中学校校長の山内佐太郎は大いに感激し「私がこれまで中学卒業証書を渡した者は千六百余名に達しているが、東君の如きはまことに日本男子中の男子である」と称えた。9月4日には帝国飛行協会元副会長・長岡外史に自邸での茶会に招かれ、航空局の児玉常雄大佐も同席。9月6日には同飛行協会より有功章を授与された。同月10日に立川飛行場を飛び立ち、大阪で一泊したのち11日午前に金沢の野村練兵場に到着。ここには長く病床にあった父・長松も来ており、5万人の観衆と共に善作を出迎えた。この日は汽車で実家へ帰宅。親子3人水入らずで過ごしたという。母校の一ノ宮小学校では「東善作氏歓迎文集」をまとめて善作に贈り、善作はこれを非常に喜び生涯大切にした。
東京滞在中の善作は品川にあった相羽の邸宅に2ヶ月ほど滞在している。東京号の機体は相羽が中島知久平に頼み、中島飛行機の太田工場で整備することになったが、善作から売りたいとの意向が出る。そこで相羽は宇垣一成陸軍大将に話を通し、陸軍航空本部において二千円での買取りが決まった。翌1931年（昭和6年）1月9日、善作は日本郵船の龍田丸に乗り横浜から帰路に就いた。同月22日にサンフランシスコの港に着き、26日にロスの自宅へ帰った善作を多くの人々が歓迎し、また講演依頼も多数舞い込んだという。

### 帰国後
1934年（昭和9年）に20年近くに及んだアメリカ生活に終止符を打ち内妻の寿々と共に帰国。1937年（昭和12年）には満43歳で第20回衆議院議員総選挙に立候補するも落選した。善作の演説会場にはいつも多くの人が集まり、航空の話は大層人気を博したものの、投票にはまるで結びつかず惨敗であった。衆院選後は新橋の飛行会館近くに事務所を構えて東商事という小さな会社を始め、飛行機関係の部品や工作機械などを販売した。その後、長野県傍陽村で珪石や硯石が採れる極小規模な鉱山を買っている。一方の寿々は麹町半蔵門の近くで伝書鳩やそれに必要な諸器具を販売する店を開いていた。
太平洋戦争も敗色濃厚となって来た1945年（昭和20年）4月13日、東京大空襲により善作の住んでいた一帯も焼野原となる。そのため家族を連れ長野県傍陽村に疎開。8月15日の玉音放送はこの地で聴いた。終戦の数年後、東京に戻って来た善作は英語を活かしてGHQ中央購買本部に出入り。米兵の好きな骨董品、特に焼き物に目を付ける。その仕入れと販売とで十分な利益を得た善作は新宿の近くに家を建てた。
1953年（昭和28年）5月、ロサンゼルス時代の同僚がウラン採掘で成功したことを知る。その同僚より当時まだ日本にはなかったガイガーカウンターを4台入手し、自分も日本でウランを探すことを決意。各地を歩き回りウラン爺さんと呼ばれた。1955年（昭和30年）3月に鳥取県小鴨村の旧小鴨鉱山でウラン鉱脈を発見。ウラン鉱業株式会社の設立に関わり、1957年（昭和32年）同社取締役に就任している。
1960年頃のこと。東京の三越で陶器展を見た善作は、同郷石川県出身の陶芸家・礒見忠司（1916年生）の作品を偶然見つけ手紙を送った。礒見は30年前の東善作氏歓迎文集に作文を寄せた19人の生徒のうちの一人。善作はその名を覚えており、以後親しい交流が続いた。1964年2月に妻の寿々と死別。東雲飛行場でヘリコプターをチャーターし、東京上空にて散骨する。その3年後、1967年（昭和42年）10月11日に前立腺癌により満74歳で逝去。善作の遺骨は寿々と共に石川県かほく市にある東家の墓に入り、一部は甥の高橋亘一の手で一ノ宮海岸に散骨された。1973年（昭和48年）6月には出生地であるかほく市中沼にその事績を記した顕彰之碑が建立されている。

## 三大陸横断飛行ルート
1930年（昭和5年）の6月22日から8月31日まで、71日間かけて行われた。総行程はおよそ18,000キロ。
- 6月22日 - ロサンゼルスのメトロポリタン飛行場を出発。
- 6月24日 - フェニックス、アンムレラを経てウィチタ入り。
- 6月27日 - セントルイスからシンシナティまで[22]。
- 6月29日 - ニューヨーク到着。船でロンドンへ向かう。
- 7月16日 - 船がロンドンに到着。
- 7月31日 - イギリス、ロンドン郊外のクロイドン空港を発ってパリまで。
- 8月06日 - パリ郊外のル・ブルジェ空港を発ち、ケルンまで。
- 8月07日 - ケルンからベルリン入り。
- 8月19日 - ベルリンを発ちケーニヒスベルクまで。
- 8月20日 - ケーニヒスベルクからユプノ、スモレンスクを経てモスクワ入り。
- 8月22日 - モスクワからカザンまで。
- 8月23日 - カザンからエカテリンブルグを経てオムスクまで。
- 8月24日 - オムスクからクラスノヤルスクを経てイルクーツクまで。
- 8月28日 - チタからハルビンまで。
- 8月29日 - ハルビンから奉天を経て平壌入り。
- 8月30日 - 平壌から京城を経て蔚山まで。
- 8月31日 - 蔚山から岡山、大阪を経て東京立川飛行場に到着。